# Stephanie Blythe
Stephanie Blythe es una mezzosoprano estadounidense con también registro de contralto. Norteamericana nacida en 1969 en Mongeup Valley, Nueva York.

## Biografía
Blythe nación en Mongeup Valley, Nueva York. Debutó en 1995 en el Metropolitan Opera de New York como la voz en Parsifal de Wagner, actuó en pequeños roles en Cavalleria Rusticana, Andrea Chénier, Hansel y Gretel, Los cuentos de Hoffmann y El barbero de Sevilla. En 1996 gana el ARIA Award. 
En 1999 fue Cornelia en Giulio Cesare de Handel y posteriormente Misstress Quickly en Falstaff, logrando gran aceptación de la audiencia. Ese año gana el Premio Richard Tucker.
En el MET 2002 cantó Dialogues of the carmelites de Poulenc y Baba the turk en La carrera del libertino y Edipo Rey de Stravinsky. En 2004 en Rodelinda de Handel, como Ulrica en Un ballo in maschera, en 2007 como la Tia Princesa en Suor Angelica de Puccini y en 2008 como Fricka en La Valquiria, papel que cantó anteriormente en El anillo del nibelungo de Wagner en Seattle en tres temporadas. Con la compañía de Seattle cantó Amneris de Aida y Carmen.
En otros teatros (Filadelfia, Opera Bastille, etc) ha cantado La italiana en Argel de Rossini, La gran duquesa de Gerolstein, Dalila y Ulrica en Covent Garden de Londres.
Protagonizó el estreno mundial de The Sailor Boy and the Falcon de Paul Siskind en Crane School of Music Opera Ensemble(2006).
En conciertos sinfónico vocales es solista en la Octava Sinfonía de Mahler, El Mesías de Handel y el Requiem de Verdi. 
Fue nombrada "Vocalist of the year 2009" de Musical America y en 2006 la Universidad New York Potsdam - donde se graduó - le otorgó un Doctorado Honoris Causa.
En la temporada 2010-11 del Metropolitan Opera canta Fricka en El oro del Rhin y La Valquiria en la nueva producción de Robert Lepage.

## Discografía de referencia
- Brahms: Rapsodia para alto (Brahms) / Nelson
- Handel, Bach: Arias / Stephanie Blythe, John Nelson, Et Al
- Danielpour: An American Requiem / St. Clair, Blythe, Et Al
- Mahler: Das Lied von der Erde/ (Der Abschied, Arnold Schoenberg version) Nelson
- Wagner: Wesendonck Lieder (Hans Werner Henze version) / Nelson